# Lidia Ruslanova
Lidia Andreevna Ruslanova (uneori scris Lidiya sau Lydia, în rusă Лидия Андреевна Русланова; n. 14/27 octombrie 1900, Alexandrovka⁠(d), Klyuchevskiy Rural Council⁠(d), RSFS Rusă, URSS – d. 21 septembrie 1973, Moscova, URSS) a fost una dintre cele mai mari și mai iubite interprete ruse de muzică populară.

## Primii ani
S-a născut în satul Cernavka de lângă Saratov, într-o familie de țărani, și a fost botezată Agafia Leikina (în rusă Агафья Лейкина). Părinții ei au murit până când ea a ajuns la vârsta de cinci ani: tatăl ei în Războiul Ruso-Japonez și mama ei imediat după. Ca urmare, și-a petrecut copilăria într-un orfelinat. Ea a început să cânte atunci când s-a alăturat corului de copii al parohiei locale și în curând a devenit solistă.
Unchiul ei a invitat-o să lucreze într-o fabrică de mobilă. Unul din proprietarii fabricii a auzit-o cântând în timp ce lucra și i-a recomandat să meargă să studieze la Conservatorul din Saratov. Cu toate acestea, ea nu a putut urma studii academice. În timpul Primului Război Mondial a lucrat într-un tren spital și l-a întâlnit în acea perioadă pe Vitalii Stepanov, cu care a avut un copil, născut în mai 1917. El a părăsit-o după un an, din cauza stilului ei de viață haotic. Potrivit unei surse din Saratov, ea s-a căsătorit cu un alt bărbat care a murit mai târziu în Războiul Civil Rus, căruia i-a luat numele.

## Cariera
Ruslanova a susținut primul concert la vârsta de 16 ani, în fața unui public format din militari, cântând tot ce știa. Ea a început să cânte pentru soldații ruși în timpul Războiului Civil Rus și a debutat ca solistă profesionistă în Rostov-pe-Don în 1923. A fost remarcată pentru vocea și timbrul distinct, revitalizând tradiția veche a interpretării cântecelor populare rusești în ocazii festive. Până în 1929, ea a trăit cu un funcționar de la CEKA, apoi s-a căsătorit cu Vladimir Kriukov.
În cursul anilor 1930, Ruslanova a ajuns foarte populară. Ea a devenit artist al asociației de stat a companiilor de teatru muzical, varietăți și circ în 1933 și a cântat în întreaga Rusie în restul deceniului. Atunci când a izbucnit cel de-al Doilea Război Mondial, ea a făcut neîncetat turnee de pe un front pe altul, contribuind la stimularea curajului soldaților cu cântecele ei patriotice. Cele mai cunoscut melodii interpretate de ea au fost Valenki și Katiușa, scris special pentru ea. În timpul Bătăliei Berlinului, ea a cântat pe scările clădirii arse a Reichstagului.
Ruslanova a devenit una dintre cele mai bogate femei din Rusia Sovietică și chiar a finanțat construcția a două baterii Katiușa, care au fost pe care le-a prezentat Armata Roșie în 1942. În același an, ea a primit titlul de Artist de Onoare al Republicii Sovietice Socialiste Federative Ruse. Stilul ei dur și limbajul ascuțit au făcut-o să fie privită ca o potențială amenințare pentru autoritățile sovietice. În 1948, din cauza asocierii cu mareșalul Gheorghi Jukov (care a condus Armata Roșie la înfrângerea Germaniei Naziste în timpul celui de-al Doilea Război Mondial și care a devenit un puternic adversar politic al lui Iosif Stalin în anii de după război) soțul Ruslanovei, erou al Uniunii Sovietice, generalul locotenent Vladimir Kriukov a fost arestat și Ruslanova i-a urmat doi ani mai târziu. I s-a impus să semneze o declarație că soțul ei era vinovat de trădare, dar ea a refuzat așa că a fost condamnată la 10 ani de muncă într-un lagăr.
În gulagul unde a fost trimisă, Ruslanova a devenit o vedetă idolatrizată atât de deținuți, cât și de administrație. Prin urmare, ea a fost mutat într-o celulă de închisoare din Vladimirski Țentral. După moartea lui Stalin, a fost eliberată pe 4 august 1953; era slabă, palidă și se deplasa cu greutate. Cu toate acestea, și-a reluat aproape imediat activitatea artistică. Perioada petrecută în închisoare a fost trecută sub tăcere în presă timp de câteva decenii. Deși nu a obținut premii și titluri, Ruslanova a prezidat primul Festival Unional de Cântece Sovietice, împreună cu Leonid Utiosov, Mark Bernes și Klavdia Șuljenko. Ea a continuat să cânte până la moartea ei în 1973, la vârsta de 72 de ani.
Craterul Ruslanova de pe Venus este numit după Lidia Ruslanova.

## Discografie
- 1996: Поёт Лидия Русланова[15]
- 2000: Царица Русской песни[16]

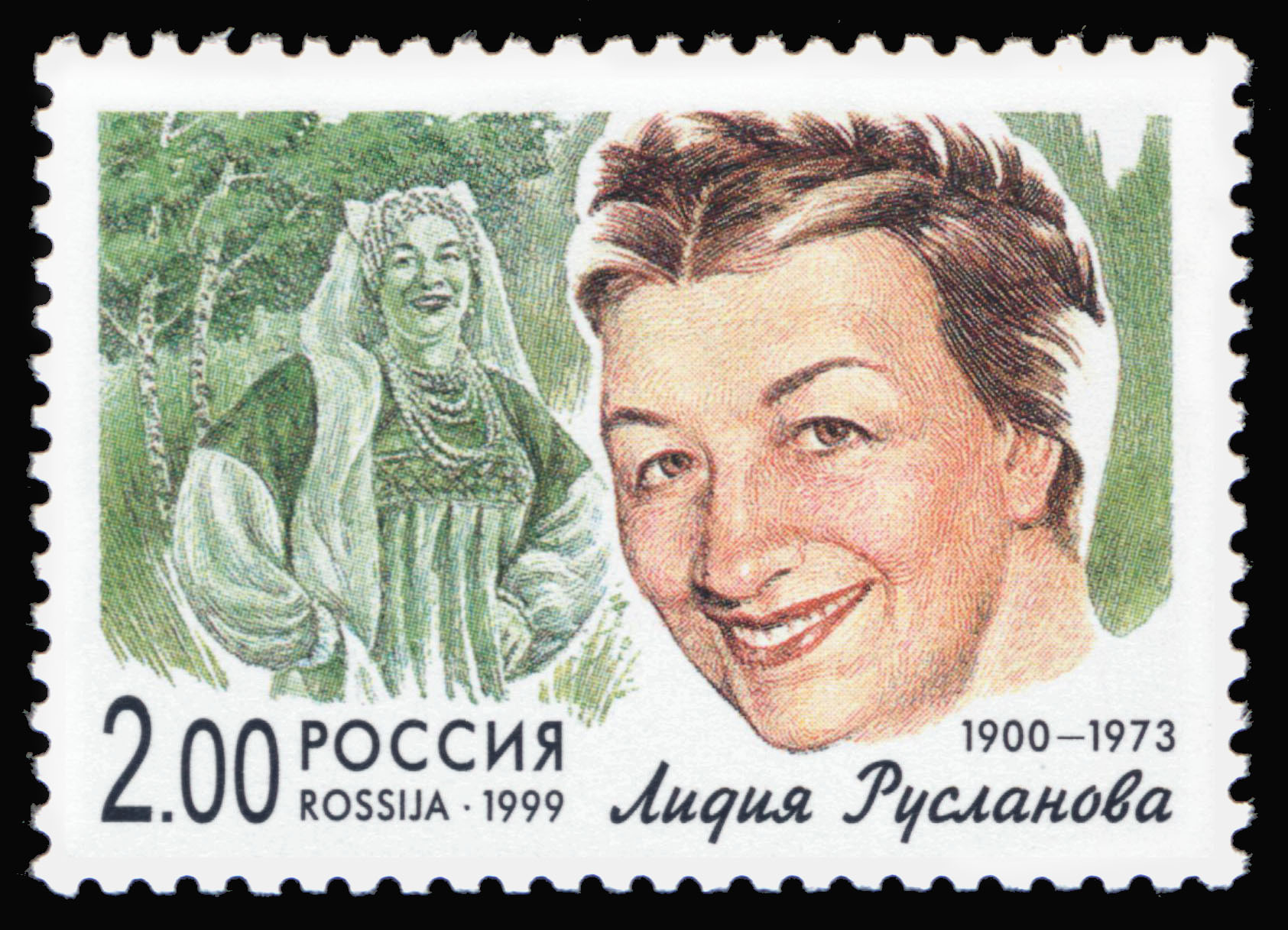
Timbru din Rusia dedicat Lidiei Ruslanova, 1999, 2 ruble (Michel 759, Scott 6545)

- 2001: Великие исполнители России XX века
- 2002: Русские народные песни[17]
- 2007: Имена на все времена[18]
- Links to her CDs